# Horohivske, Snihurivka
Horohivske (în ucraineană Горохівське) este localitatea de reședință a comunei Horohivske din raionul Snihurivka, regiunea Mîkolaiiv, Ucraina.

## Demografie
Componența lingvistică a localității Horohivske
     Ucraineană (90,31%)
     Rusă (8,71%)
     Alte limbi (0,79%)
Conform recensământului din 2001, majoritatea populației localității Horohivske era vorbitoare de ucraineană (90,31%), existând în minoritate și vorbitori de rusă (8,71%).